# Shu Maeda
Shu Maeda (前田 柊 Maeda Shu?, nacido el 2 de diciembre de 1993 en Mie) es un futbolista japonés que juega como centrocampista.
En 2016, Maeda se unió al Vanraure Hachinohe de la J3 League.

## Trayectoria

### Clubes
| Club               | País  | Año    |
| ------------------ | ----- | ------ |
| Vanraure Hachinohe | Japón | 2016 - |

## Estadística de carrera

### J. League
| Club               | Año   | J. League | J. League | Copa J. League | Copa J. League | Total | Total |
| Club               | Año   | Part.     | Goles     | Part.          | Goles          | Part. | Goles |
| ------------------ | ----- | --------- | --------- | -------------- | -------------- | ----- | ----- |
| Vanraure Hachinohe | 2019  | 18        | 0         | -              | -              | 18    | 0     |
| Total              | Total | 18        | 0         | 0              | 0              | 18    | 0     |